# 1er régiment de chasseurs à cheval - guides
Pour les articles homonymes, voir 1er régiment.
Le 1er régiment de chasseurs à cheval - guides (1ste Regiment Jagers te Paard - Gidsen) était une unité de reconnaissance de la Composante terre des forces armées belges.

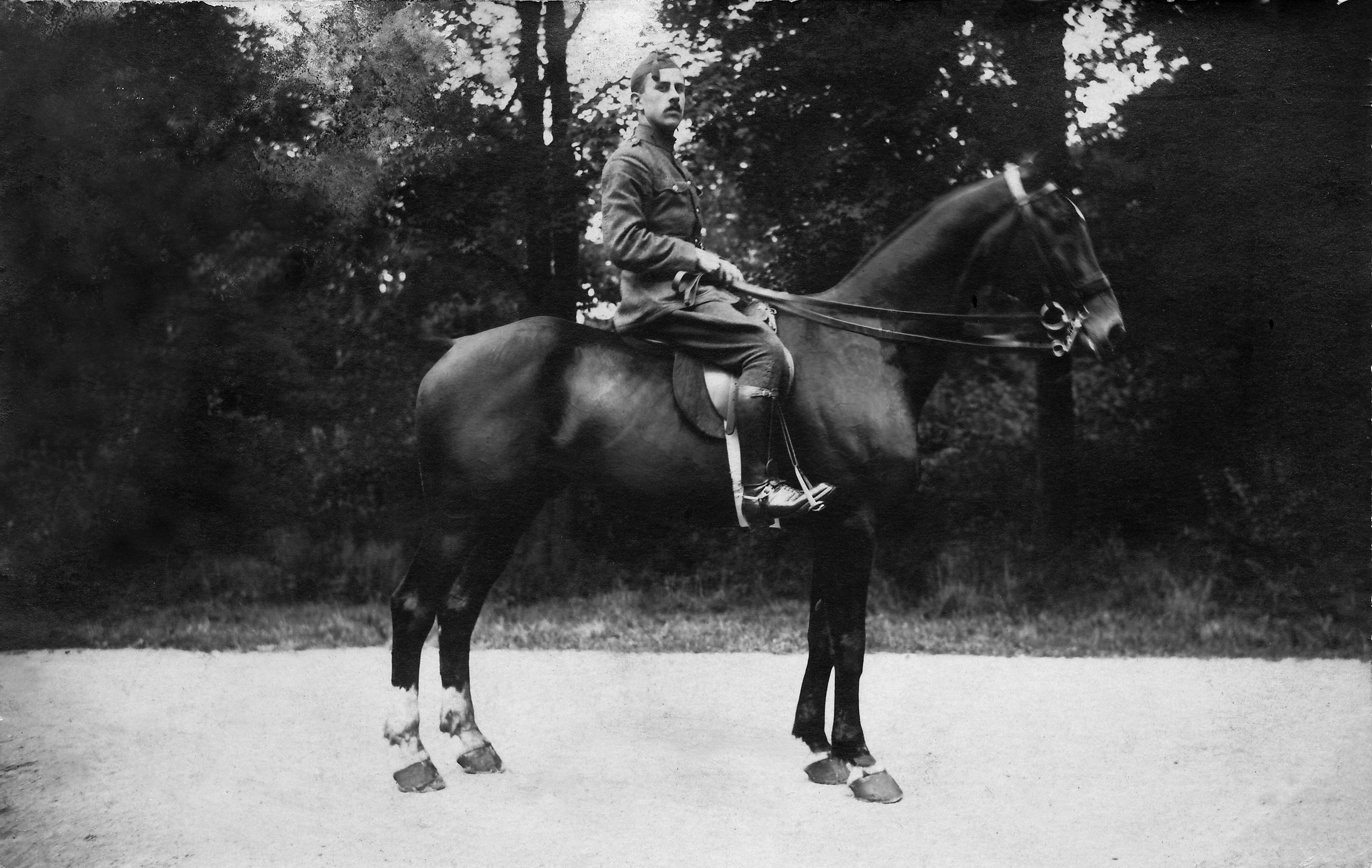
Cavalier du 1er régiment de Guides.

Le 1er juillet 2002, après la dissolution de l'école de cavalerie blindée - régiments des guides, un escadron néerlandophone indépendant de guides et détenteur de leurs traditions est formé à Lombardsijde.
En mars 2004, cet escadron perd son indépendance et est intégré au 1er chasseurs à cheval.
En 2006, le régiment est renommé en 1er régiment de chasseurs à cheval - guides. En janvier 2011, il fusionne avec le 2/4 régiment de chasseurs à cheval pour devenir un bataillon ISTAR nommé Bataillon de chasseurs à cheval.

## Étendard
L'étendard du régiment comporte les faits d'armes suivantes :
- Campagne 1914-1918
- Reigersvliet
- Anvers
- De Gete

## Bérets
Les guides (Gidsen) et les chasseurs à cheval (Jagers te Paard) sont des unités de cavalerie. Dans l'armée belge, les unités de cavalerie portent un béret noir, tradition héritée de la Seconde Guerre mondiale durant laquelle des unités blindées belges avaient été créées au sein de la British Army, dont la cavalerie porte un béret noir. Les guides portent sur le béret un écu amarante surmonté de l'insigne des guides et les chasseurs à cheval un écu jaune surmonté de l'insigne des chasseurs à cheval.

## Musique royale des guides
La Musique royale des guides comprend un grand orchestre d'harmonie de quatre-vingt-cinq musiciens. Le corps des trompettes, unique en son genre, est composé de vingt-trois membres.
Elle fut fondée à l'été 1832 par le chef de musique Jean-Valentin Bender à la demande du roi Léopold Ier. Pendant de nombreuses années, elle accompagna le roi dans tous ses déplacements sous le nom de Musique particulière du roi. C'est durant l'entre-deux-guerres que la Musique des guides acquit son rayonnement international.
Elle porte l'adjectif de « royale » depuis 1995, par autorisation du roi Albert II.
Son chef de musique actuel est le lieutenant Yves Segers.